# 西爾蒂斯山
71°50′S 68°20′W / 71.833°S 68.333°W
西爾蒂斯山（英語：Syrtis Hill）是南極洲的山丘，位於亞歷山大一世島東南部，處於兩步崖西南部，海拔高度約500米，該山峰現時由南極條約體系管理。